# The Vamps Asia-Pacific 2015 Tour
Asia-Pacific 2015 Tour foi a segunda turnê da banda britânica de pop rock The Vamps, que serviu como uma "segunda parte" da turnê anterior, passando dessa vez pela Ásia e a Oceania. Tem como base o primeiro álbum de estúdio da banda, Meet the Vamps.

## Antecedentes
Em 21 de novembro de 2014, The Vamps anunciou que eles teriam sua segunda turnê principal, passando pela Ásia e Oceania.

## Setlist
- Wild Heart
- Girls on TV
- YouTube Medley (Vegas Girl/Locked Out of Heaven/Nobody to Love/I Knew You Were Trouble/Thrift Shop/Can't Hold Us)
- She Was The One
- Somebody To You
- Solo de bateria
- Last Night
- Move My Way
- Dear Maria, Count Me In / Sugar, We're Goin Down (medley de covers de All Time Low e Fall Out Boy)
- Shout About It
- On the Floor/High Hopes (medley)
- Teenagers (cover de My Chemical Romance)
- Oh Cecilia (Breaking My Heart)

Encore:
- Risk It All
- Can We Dance

## Atos de Abertura
- Short Stack
- Masketta Fall

## Datas
| Data                   | Cidade    | País      | Local                      | Bilhetes vendidos        | Faturamento |
| ---------------------- | --------- | --------- | -------------------------- | ------------------------ | ----------- |
| 23 de janeiro de 2015  | Sydney    | Austrália | Hordern Pavilion           | 4,249 / 5,226            | $187,637    |
| 24 de janeiro de 2015  | Melbourne | Austrália | Festival Hall              | 4,641 / 5,000            | $184,981    |
| 26 de janeiro de 2015  | Brisbane  | Austrália | Riverstage Botanic Gardens | 2,676 / 8,000            | $105,717    |
| 28 de janeiro de 2015  | Adelaide  | Austrália | Entertainment Centre       | 2,064 / 3,000            | $81,878     |
| 30 de janeiro de 2015  | Perth     | Austrália | HBF Stadium                | 2,888 / 5,000            | $113,045    |
| 1 de fevereiro de 2015 | Manila    | Filipinas | Mall of Asia Arena         | —                        | —           |
| 5 de fevereiro de 2015 | Tóquio    | Japão     | Zepp                       | —                        | —           |
| Total                  | Total     | Total     | Total                      | 16,518 / 26,226 (62.98%) | $673,258    |